# Pseudonesohedyotis
Pseudonesohedyotis là một chi thực vật có hoa trong họ Thiến thảo (Rubiaceae).

## Loài
Chi Pseudonesohedyotis gồm các loài: